# 杉原知道
杉原 知道（すぎはら ともみち、1975年〈昭和50年〉4月9日 - ）は、日本のロボット研究者。博士（情報理工学）（東京大学）。ヒューマノイドロボットの歩行制御や状態推定、センサ、機構、システム、ソフトウェアの研究に従事。レーベンバーグ・マルカート法による可解性を問わないロボットの数値的な逆運動学手法を確立。非駆動自由度の陰表現を含む重心ヤコビ行列や力学変容も提案。また、ドラえもん愛好家として、解説や寄稿、後書きも著している。
東京大学助手、助教、九州大学特任准教授、大阪大学大学院工学研究科准教授、Preferred Networksリサーチャー、オムロン技術専門職、同技術・知財本部ロボティクスR&Dセンタ副センタ長を歴任。日本ロボット学会ではヒューマノイドロボット専門委員会委員長や開かれた知能研究専門委員会副委員長を務め、2021年度よりフェロー。IEEE Robotics and Automation SocietyでもTechnical Committee on Humanoid robotics Co-chairやDistinguished Lecturerを務めた。

## 来歴

### 生い立ち、東京大学JSK時代
中学生、高校生の時は合唱部や吹奏楽部で活動。国語が得意で、「人の思考メカニズムを理解したい」という夢を持っていた。埼玉県立浦和高等学校を卒業し、1997年に東京大学に進学。当初は人工知能を志していたが、人間の歩行のような複雑な運動を生み出す知能では、身体の力学が重要であると考え、機械系を目指す。工学部機械情報工学科に進む。
杉原は銅谷賢治のロボットや山崎信寿らの論文で示した「脳神経系・身体系・環境が相互作用した結果として二足歩行のような運動が生み出される」ということに影響を受ける。また、他の論文で見かけた「床反力が間接的な入力になっている」という考え方に感銘を受け、それに基づいたロボットを作るという目標を持つ。
井上博允の情報システム工学研究室（JSK）に所属し、ヒューマノイドロボット「H5」の開発に携わる。1999年3月に学部を卒業し、大学院工学系研究科機械情報工学専攻修士課程に進学。引き続き大学院でも同研究室に所属し、ヒューマノイドロボット「H6」や汎用動力学計算エンジン「Z-DYNAFORM」の開発に携わる。

### 東京大学中村研究室時代
2001年3月に修士課程を修了し、博士課程に進学。中村仁彦の研究室に移るが、引き続きヒューマノイドロボットの研究に取り組む。これまでは大型のロボットで実験しづらかったので、小型で卓上でも動かせるロボットUT-μ（mighty）を製作。ZMPや倒立振子モデルに基づく歩行制御に取り組む。
なおヒューマノイドロボットは床に固定されておらず、支持脚との関係も変化するため、慣性系と6自由度の非駆動関節でつながっているとみなすことになる。関節角度と重心の速度を対応付ける重心ヤコビ行列は以前から知られていたが、杉原はこの非駆動関節の陰表現を含む重心ヤコビ行列を導出する。
2004年3月、博士（情報理工学）の学位を取得。4月より大学院知能機械情報学専攻 学術研究支援員、翌年4月からは同専攻助手に就任。2005年の愛・地球博に中村研究室から出展した「アニマトロニックヒューマノイドロボット・プロジェクト」には杉原が山本江と製作したロボットUT-μ2（magnum）が用いられた。

### 九州大学時代
2007年、九州大学高等研究機構若手研究者養成部門SSP学術研究員、および九州大学システム情報科学研究院特任准教授に着任（後、特別准教授）。瀬戸文美とリーチング動作の目標値整形について研究するとともに、モータ制御単体でも積分補償を用いた目標値整形を行う制御手法を提案した。
また、ヒューマノイドロボットの立位が安定するための制御則を研究し、「最良重心レギュレータ」を提案。安定に立っている状態から踏み足しながら搖動する状態における重心の位相（位置と速度）の状態遷移について調べ、リミットサイクルを形成する「力学変容」（dynamics morphing）の仕組みを見出す。これらの研究は、日刊工業新聞社のWeb連載や書籍『あのスーパーロボットはどう動く』において、機動警察パトレイバーと絡めて論じられた。
2009年、杉原はロボットの逆運動学の数値解法に、残差2乗ノルムに微小バイアスを加えた減衰因子を用いたレーベンバーグ・マルカート法（Levenberg-Marquardt mechod）を適用。特異点や動作領域外で解が存在しない場合に対しても発散せずに収束する利点を持ち、2011年の日本語論文は論文賞を受賞した。この手法はMATLABのロボット関係のライブラリで逆運動学ソルバーの一つに採用され、梶田秀司の編著でも特異点に対応した逆運動学の計算例として採用されている。

### 大阪大学准教授時代
2010年、大阪大学大学院工学研究科知能・機能創成工学専攻の准教授に着任。工学部応用理工学科機械工学科目におけるメカトロニクス系の実習も担当する。ジャイロセンサや加速度センサの情報をもとに姿勢推定にあたり、市販品より高速・高精度に3次元の姿勢を推定する手法を開発。九州大学から特許出願もなされた。
杉原は人のように「硬くて柔らか」く、「しなやかで正確」なサーボモータの制御を志向し、トルクセンサを備えて摩擦や粘性を補償する、バックドライバビリティを持つモータ制御技術を開発。フォトインタラプタを用いた光学式トルクセンサも製作し、これは精度は低いものの安価で済む。また、膝と足首が連動するリンク機構も開発し、2014年には自由度が0と計算されるにもかかわらず2自由度の回転運動を行う特殊なパラレル機構も発表した。
杉原はロボットの立位安定の制御則が人間でも成立することを、重心の位相（位置と速度の軌跡）から検証する。また、ロボット制御においても力学変容をロボットの運動遷移に応用した。日本ロボット学会の「開かれた知能」研究専門委員会では副委員長を務め、未知環境内でロボットを移動させたり誘導させるため、「SLAM-SEAN」にも取り組んでいる。2015年度からはImPACTタフ・ロボティクス・チャレンジのシミュレーションプロジェクトにも参画しており、Choreonoidの機能拡張に取り組んだ。
なお、杉原はDARPAロボティクス・チャレンジや2015年の国際会議で日本のヒューマノイドロボット研究が世界の後塵を拝していることに危機を感じ、若手の育成やコミュニティづくりを意図して「ヒューマノイド・ロボティクス2016夏の学校」を開催。継続開催するともに、日本ロボット学会に「ヒューマノイド・ロボティクス専門委員会」を組織し、杉原は委員長に就任した。

### 会社員時代
2019年から杉原は株式会社Preferred Networks（PFN）に所属。日本ロボット学会のヒューマノイド・ロボティクス研究専門委員会では引き続き委員長を務める。その後も「ヒューマノイド・ロボティクス2019夏の学校」で講師を務め、同学会英語論文誌の『Advanced Robotics』でも「Humanoid Robotics」特集号のco-editorを担当する。なお2018年度をもって大阪大学の杉原研究室（運動知能研究室）は閉鎖されたが学生は残っており、招聘准教授として2019年度は知能・機能創成工学専攻に、2020年度は機械工学専攻に籍を残していた。
2021年7月にはPreferred Networksを辞し、オムロン技術専門職に転職。2022年時点で技術・知財本部ロボティクスR&Dセンタ ロボティクス技術統括部に所属し、2024年より同副センタ長を務める。「ロボットは実世界と物理的に相互作用する情報処理システム」との認識を示し、「開かれた世界で柔軟に振る舞える賢さを備えたロボットを作りたい」「作業対象物を含むロボットのおかれた環境とのダイナミックな関係変化に即応しながら高度な目的を達成する、新たな情報処理の仕組みが必要」と語っている。

## 人物

### ドラえもん愛好家
杉原は「自他ともに認めるドラえもん愛好家」であり、計測自動制御学会の学会誌で解説記事を執筆するとともに、瀬名秀明の著書にも寄稿した。また、瀬名が「ドラえもん のび太と鉄人兵団」を小説化する際には5時間も話し合い、瀬名はそれによって科学的な構想が固まったと語っている。また、藤子・F・不二雄全集『ドラえもん16』（ISBN 9784091434753）においても、杉原は解説を担当している。

### 主な受賞歴
- 2006年 - 第21回日本ロボット学会研究奨励賞[1]
- 2007年 - 第21回日本ロボット学会論文賞「非駆動自由度の陰表現を含んだ重心ヤコビアンによる脚型ロボットの全身協調反力操作」[13][注 6]
- 2013年 - 第27回日本ロボット学会論文賞「Levenberg-Marquardt法による可解性を問わない逆運動学」[24][注 7]
- 2018年 - 計測自動制御学会システムインテグレーション部門研究奨励賞[75][注 8]

（査読付き国際会議）
- 2005年 - Best Paper Award in 2005 IEEE-RAS International Conference on Humanoid Robots[76][注 9]
- 2014年 - Best Interactive Paper Award in 2014 IEEE-RAS International Conference on Humanoid Robots[77][注 10]

（査読付き国内会議）
- 2005年 - 第10回ロボティクスシンポジア最優秀論文賞「境界条件緩和による二脚ロボットのオンライン歩容計画」[79]
- 2014年 - 第19回ロボティクスシンポジア最優秀論文賞「乗数法による優先度付き逆運動学のロバスト解法」[79]
- 2018年 - 第23回ロボティクスシンポジア優秀賞「可動する零自由度機構の解析」[80]

（国内講演会）
- 日本機械学会ロボティクス・メカトロニクス部門
  - 2002年 - ROBOMECH表彰「ヒューマノイドの遠隔操作インタフェースの研究」[81][注 12]
  - 2020年 - ベストプレゼンテーション表彰「人の運動特性を再現するロボットハンド機構の試作と評価」[82][注 13]

### 社会的活動
- 日本ロボット学会[50]
  - フェロー（2021年度）[35]
  - 開かれた知能研究専門委員会 - 副委員長[34]
  - ヒューマノイド・ロボティクス研究専門委員会 - 委員長[33]

ほか、次世代構想分科会メンバー[83]や情報管理システム委員会委員、各種論文賞選考委員会委員などを務めた[35]。
- 日本機械学会（2018年時点）[50]
- IEEE Robotics and Automation Society（英語版）
  - Technical Committee on Humanoid robotics - Co-chair[29]
  - IEEE-RAS Distinguished Lecturer[32]

## 主な著作

### 学位論文
- Tomomichi Sugihara (2004-03-25). Mobility Enhancement Control of Humanoid Robot Based on Reaction Force Manipulation via Whole Body Motion. 博士論文（甲第19541号、博情第22号）. 東京大学. NAID 500000305104.[注 14]

### 著書
（共著）
- 金岡克弥 編著『あのスーパーロボットはどう動く─スパロボで学ぶロボット制御工学』 日刊工業新聞社〈B&Tブックス〉、2010年、ISBN 978-4526064067。

（分担執筆）
- 瀬名秀明 編著『ロボット・オペラ』 光文社、2004年、ISBN 4334924379。
- Ambarish Goswami and Prahlad Vadakkepat eds. (2017). Humanoid Robotics: A Reference. Springer. ISBN 978-9400760455。
- 松野文俊、大須賀公一、松原仁、野田五十樹、稲見昌彦 編著『ロボット制御学ハンドブック』 近代科学社、2017年、ISBN 978-4764904736。
- 日本ロボット学会 編『ロボット工学ハンドブック第3版』コロナ社、2023年、ISBN 978-4339046793

### 解説
（単著）
- 「ドラえもん～ロボットらしく、ロボットらしくなく」『計測と制御』第43巻第1号、2004年、21-23頁。
- 「ロボットの運動計算・解析からハードウェア制御まで支える基盤ソフトウェアライブラリの自作」『日本ロボット学会誌』第30巻第9号、2012年、860-864頁。
- 「逆運動学の数値解法」『日本ロボット学会誌』第34巻第3号、2016年、167-173頁。
- 「長期的に活きるメカトロニクス教育のあり方」『設計工学』第52巻第11号、2017年、653-657頁。
- 「人と人型ロボットの運動制御研究におけるN=1の大切さ」『バイオメカニズム学会誌』第42巻第1号、2018年、31-36頁。
- 「人型ロボットの力学」『日本ロボット学会誌』第36巻第2号、2018年、95-102頁。
- 「運動知能 ― 運動から迫る実世界に開かれた知能 ―」『日本ロボット学会誌』第36巻第9号、2018年、609-615頁。
- 「人型ロボット運動制御から人運動理解への展開」『脊髄外科』第34巻第3号、2020年、243-249頁。

（共著）
- 「アニマトロニック・ヒューマノイドロボット「UT-μ2」」『日本ロボット学会誌』第24巻第2号、2006年、190頁。中村仁彦、山本江との共著。
- 「未来のヒューマノイド」『日本ロボット学会誌』第26巻第7号、2008年、761-762頁。梶田秀司との共著。
- 「ヒューマノイド・ロボティクス2016夏の学校開催の経緯」『日本ロボット学会誌』第36巻第2号、2018年、90-94頁。[注 15]
- 「ロボットシミュレータ開発」『日本ロボット学会誌』第37巻第9号、2019年、835-838頁。[注 16]
- 「ロボットとバックドライバビリティ」『システム／制御／情報』第68巻第8号、2024年、302-208頁。- 川上真司、上岡拓未との共著。

（座談会）
- 「2足歩行ロボット技術の現在」『日本ロボット学会誌』第30巻第4号、2012年、336-343頁。[注 17]
- 「2足歩行ロボット技術の現在（完結編）」『日本ロボット学会誌』第30巻第4(append)号、2012年、1-19頁。2022年12月19日時点のアーカイブ。2025年5月3日(UTC)閲覧。[注 17]
- 「日本ロボット学会研究専門委員会「開かれた知能」座談会」『日本ロボット学会誌』第36巻第9号、2018年、582-592頁。[注 18]